# マリナス・ウィレット
マリナス・ウィレット（英: Marinus Willett、1740年7月31日 - 1830年8月22日）は、アメリカ合衆国の兵士および政治家。歴史家であるMark・M・Boatnerは"one of the truly outstanding American leaders of the Revolution."と定義している。
ニューヨークのクイーンズ区ジャマイカ地区で学校教師、居酒屋経営者のエドワード・ウィレットの息子として生まれた。
フレンチ・インディアン戦争中は民兵を務めた。オリバー・デランシー・シニアの指揮の下、ニューヨーク連隊第二中尉となり、1758年のジェームズ・アバークロンビーのタイコンデロガ砦遠征に参加した。フロンテナック砦の戦いではジョン・ブラッドストリートの連隊に所属した。病気になり、回復までスタンウィックス砦に滞在した。

## 自由の息子達
アメリカ合衆国の独立の初期段階で、ニューヨークの自由の息子達の非公式指導者になった。民衆扇動家と street brawlerとして活躍した。1775年4月23日のレキシントン・コンコードの戦いでは、ニューヨーク市の武器庫に押し入り、武器を押収した。ニューヨークの英軍が避難を決めた6月6日には、兵士から予備の武器を取り上げた。7月20日、自由の息子達の仲間と共にスループ船を得て、警備隊を驚愕させ、タートルベイのイギリス倉庫を接収した。

## アメリカ独立戦争
1775年6月28日、アレクサンダー・マクドゥーガル指揮下の第1ニューヨーク連隊の大尉として大陸軍に参加した。6週間後に連隊は、リチャード・モントゴメリーのカナダ侵攻作戦に参加し、12月にケベックの戦いを行った。1776年1月、服務期間が終了し、男性は家に戻り始めた。3月、ニューヨーク市に到着した。その年、第4ニューヨーク連隊大尉の任命を失い、ニューヨークの防衛のために民兵として参加した。
1776年11月、第3ニューヨーク連隊の中佐となった。1777年3月、ニューヨークハイランズの砦建設を命じられた。この砦から家を燃やす100人の英国兵士に対する攻撃に成功した。この砦は 近隣の砦が陥落した際に放棄された。5月、スタンウィックス砦に元に参加し、2番目の地位となった。
1777年8月6日、オリスカニーの戦いの間にジョン・ジョンソン卿の砦へ出撃した。多数の死傷者を出した。オリスカニーでの敗北後、他の士官と共にモホークからデイトン砦へとイギリスの監視をすり抜け、移動した。武器としてのspontoon、ウイスキー、チーズ、食品用クラッカーなどのみを携えた。デイトン砦で、 スカイラー少将がベネディクト・アーノルドを派遣したことを知り、落ち合うために、オールバニに進軍し、共にデイトン砦に戻った。
8月20日、スパイを行おうとし、捕まっていたウォルター・バトラーの裁判官を務めた。バトラーは、有罪として死刑を宣告され、執行を待つため、オールバニに送られた。9月、妻を訪問ため、旅立った。第3ニューヨーク連隊はスタンウィックス砦で冬を過ごしていたが、実際、全士官はメイン軍配属の請願を行った。ガンズヴォートからフィラデルフィアのジョージ・ワシントンとコネチカット州の砦を訪問するの休暇をもらった。1778年6月、ワシントンのメイン軍に参加するための休暇を与えられた。チャールズ・スコット将軍の補佐官として、モンマスの戦いに参加した。1779年3月15日、新民兵連隊の指揮を命じられたが、拒否し、1779年4月オノンダガ攻撃の副官を務めた。
1779年の夏、サリバン遠征のため、第3ニューヨーク連隊配属となった。その後、モリスタウンの主力部隊に合流するまで、短時間ニューヨークハイランドに駐留した。1月、スタテン島への襲撃に参加した。この襲撃はウィリアム・アレクサンダーの襲撃とは別のものであると思われる。
1780年初頭、第5ニューヨーク連隊を与えられた。9月には、New York Lineの3人の士官の1人であった。1月以降男性の給料は支払われておらず、土地での補償を求めた。大佐となった。1781年1月1日に、連隊の人数が2人にまで減少し、部隊の指揮権を失った。ダンブリーの妻の元に帰った。
1781年4月、民兵大佐となり、モホークバレーの防衛を命じられた。なお、トライオン郡民兵は名目上1,100人の男性がいることになっていたが、500人以上が判明するだろうと信じていなかった。本部はプレイン砦に置き、サラトガ、ボールストン、ジャーマンフラッツ、カナジョハリー、フォート・ハンター、キャッツキル、ジョンズタウン、そしてスカハリーの間に約400人を分割していた。この頃にはスタンウィックス砦は放棄されていた。 "I don't think I shall give a very wild account if I say, that one third have been killed, or carried captive by the enemy; one third removed to the interior places of the country; and one third deserted to the enemy"と書いている。
1781年7月、Sharon Springsの戦いでは民兵を率い、ジョン・Doxtaderらのインディアンと王党派の待ち伏せを受けた。10月、ジョンズタウンの戦いに参加した。 その後、ジャーマンフラッツに進軍した。猛吹雪の中を行軍し、10月29日の日暮れには、王党派陣地の2マイル以内まで来たが、嵐の夜の攻撃を避けた。翌朝攻撃で、王党派は既に経った事を知った。ウォルター・バトラー (ロイヤリスト)が殺害されるも、王党派は森の中に逃れた。 
1781年後半、ニューハンプシャー州軍のいくつかの中隊が彼の指揮下に入った。1783年2月、ジョージ・ワシントンからオンタリオ砦の占領を指示されたが、奇襲が不可能となった時点で攻略を諦めた。
ワシントンは1783年にモホーク渓谷を訪れ、道路とオネイダ湖につながる水路を改善するよう指示した。10月、ウィレットの軍隊は式典も行わず解散された後、家に帰った。

## 戦後
戦後、ジョージ・クリントンや反連邦党と手を結んだ。1783年12月に彼を始め、何人かの自由の息子達がニューヨーク州議会に選出された。1784年から1787年と1791年から1795年にニューヨーク郡の保安官を務めた。1787年、シェイズの反乱の鎮圧に参加した。 1788年、合衆国憲法に対する論争でジョージ・クリントンを助けた。遅くとも1790年頃まで、アメリカ憲法を廃止または修正しようとしていた。
1790年にワシントン大統領によって、条約継続交渉の為、クリーク族に元に送られた。リーダーはアレクサンダー・マクギリヴレイ。成功し、ニューヨークを訪れ、ニューヨーク条約が結ばれた。
1791年、彼はニューヨーク市の保安官としてさらにもう1期クリントンから任命された。ウィレットはかなりの土地と旧デランシー不動産の一部を取得しました。
1792年4月、北西インディアン戦争において准将に任命されたが、拒否した。そして、ジョージ・ワシントンにこれらのインディアンとの戦争を行うべきではないと手紙を送った。また、減少したインディアとの間の平和の使者となった。
1801年、ニューヨークの要塞の建設監督に任命された。
1807年から1808年まで 第48代ニューヨーク市長を務めた。1811年、再び市長に立候補し、デウィット・クリントンに敗れた。
1830年8月22日に死亡し、ニューヨーク市マンハッタンのブロードウェイとウォール街の角にあるトリニティ教会の墓地に埋葬された。葬式には1万人が参列した。

## 遺産
ニューヨーク市マンハッタンのロウワー・イースト・サイドにあるウィレット通りは彼に因んで命名された。
ワシントン公園を囲むウィレット通りは彼に因んで命名された。同公園には1907年、岩に記念碑が埋め込まれた。この岩は何度も急カーブで曲がりきれなかった車が衝突している為、 2006年に同公園200周年を見越して、移動させられた。ニューヨーク市マーブル墓地に埋葬されている。

## 小説
フレンチ・インディアン戦争での彼の役割は、児童書The Matchlock Gun に簡単に言及されている。
ウォルター・D・エドモンズによる古典的作品 "Drums Along the Mohawk"にも描かれていた。